# Lybska Svan (1522)
Lybska Svan ("Svanen från Lübeck") var Gustav Vasas flaggskepp. Det köptes från Lübeck 1522 för 7 600 lübska mark och ankom tillsammans med nio andra inköpta skepp från Lübeck till Slätbaken den 7 juni. Detta brukar betraktas som en svensk nationell flotta.
Skeppet deltog i den svensk-lübska flottans brandskattning av Bornholm i början av augusti 1522, samt nedbränningen av Helsingör den 23 augusti. Under första hälften av år 1523 deltog fartyget i belägringen och erövringen av Stockholm och det var från Lybska Svan som Gustav Vasa lät utfärda sitt första kungabrev till huvudstaden om att kapitulera den 17 juni. 
Fartyget förliste 1525 utanför Öland. Vraket har ännu inte hittats.